# Chixdiggit! (album)
Chixdiggit! è l'album di debutto della band pop punk Chixdiggit!, pubblicato nel 1996 dalla Sub Pop Records.

## Tracce
Tutte le canzoni sono scritte da K. J. Jansen.
1. Dolphins Love Kids - 0:59
2. Great Legs - 0:54
3. Where's Your Mom - 1:58
4. Henry Rollins Is No Fun - 1:14
5. I Wanna Hump You - 2:15
6. Song for "R" - 2:08
7. Stacked Like That - 0:48
8. Hemp Hemp Hooray - 3:37
9. 323 - 1:22
10. Angriest Young Men (We're The) - 1:51
11. Toilet Seat's Coming Down - 1:29
12. Shadowy Bangers From A Shadowy Duplex - 2:15
13. Van Horne - 1:45
14. I Drove The Coquihalla - 1:45
15. (I Feel Like) (Gerry) Cheevers (Stitch Marks on My Heart) - 3:01

## Formazione
- KJ Jansen - chitarra, voce
- Michael Eggermont - basso
- Mark O'Flaherty - chitarra, voce
- Jason Hirsch - batteria